# Franca Afegbua
Franca Afegbua (ur. 20 października 1943 w stanie Edo, zm. 12 marca 2023) – nigeryjska fryzjerka i polityczka. Pierwsza kobieta wybrana do Senatu Nigerii, izby wyższej parlamentu federalnego Nigerii oraz pierwsza czarnoskóra kobieta wybrana do izby wyższej na świecie.

## Życiorys

### Młodość, edukacja i kariera zawodowa
Afegbua urodziła się w październiku 1943 roku w wiosce Okpella na terenie dzisiejszego stanu Edo.
Zdobywała edukację w Kano, Kadunie oraz w Lagos. Pracowała jako kosmetyczka, była właścicielką salonu piękności w centrum handlowym w Ikoyi, dzielnicy Lagos. Za swoją pracę wygrywała nagrody na poziomie lokalnym i międzynarodowym. W 1997 roku wygrała międzynarodowy konkurs fryzjerski w Londynie. Po upadku Drugiej Republiki Nigerii w wyniku zamachu stanu dalej prowadziła działalność jako przedsiębiorczyni, nie angażowała się już jednak w działalność polityczną, skupiając się na wspieraniu lokalnych inicjatyw oraz praw kobiet na poziomie lokalnym.

### Działalność polityczna
Jej politycznym mentorem był Joseph Tarka, były minister transportu i komunikacji w administracji Yakuby Gowona. Pełniła funkcję Aidotse w Onwoyeni oraz Memisesewe w Okpelli (wodzowe tytuły plemienne).
Z powodzeniem wystartowała do Senatu Nigerii, izby wyższej parlamentu federalnego Nigerii, w trakcie wyborach parlamentarnych w 1983 roku z ramienia National Party of Nigeria w okręgu wyborczym obejmującym północną część stanu Bendel; zostając pierwszą kobietą w historii kraju, która uzyskała nominację partii politycznej w wyborach do Senatu. Jej przeciwnikiem był John Omolu, były burmistrz Port Harcourt, lider związków zawodowych oraz ówczesny reprezentant regionu w Senacie z ramienia Unity Party of Nigeria. Swoją kampanię oparła o głosy kobiet, o które zabiegała poprzez różnego rodzaju organizacje wspierające kobiety i prawa kobiet. Została pierwszą kobietą wybraną do Senatu oraz tylko jedną z 5 kobiet w 230-miejscowym parlamencie (pierwszą członkinią Senatu była Iyalode Wuraola Adepeju Esan, która w 1959 roku została mianowana jego członkinią). Swój mandat objęła 1 października 1983. Jej kadencja trwała niecałe 3 miesiące, gdyż 31 grudnia wojsko obaliło cywilny rząd w trakcie zamachu stanu.

### Pozostała działalność
W maju 2014 roku Women Foundation in Nigeria (WFN) wydała jej autobiografię zatytułowaną "Walking on hot coals".

### Życie prywatne
Afegbua zmarła 12 marca 2023 w wieku 79 lat.